# Consuelo N. Bailey
Consuelo Bentina Northrop, coniugata Bailey (Fairfield, 19 ottobre 1899 – Burlington, 9 settembre 1976), è stata una politica e avvocatessa statunitense, vicegovernatrice del Vermont dal 1955 al 1957.

## Biografia
Figlia di un politico repubblicano, Consuelo Northrop studiò filosofia all'Università del Vermont e, dopo aver lavorato come insegnante per un anno, decise di studiare giurisprudenza godendo del sostegno paterno. Si iscrisse all'Università di Boston, dove conseguì un Bachelor of Laws nel 1925, per poi divenire avvocato.
Fu Grand Juror a Burlington e nel 1926 divenne la prima donna ammessa a dibattere presso la Corte Suprema del Vermont. Vinse anche la carica di procuratore di stato della contea di Chittenden e fu la prima donna a trattare e vincere una causa per omicidio nel Vermont. Fra il 1931 e il 1933 fu membro repubblicano del Senato del Vermont, successivamente lavorò al Congresso come segretaria personale del senatore Ernest Willard Gibson prima di rientrare nel Vermont per sposarsi con Henry Albon Bailey.
Nel 1950 vinse un seggio all'interno della Camera dei rappresentanti del Vermont e fu riconfermata per un altro mandato nel 1952; in occasione della rielezione, Consuelo Bailey si candidò alla carica di Presidente della Camera e per due mesi si impegnò ad incontrare personalmente 243 dei 245 componenti dell'assemblea per convincerli a votare per lei; le uniche due persone che non ci fu bisogno di contattare furono sé stessa e sua sorella. L'operazione si rivelò di successo, in quanto a gennaio la signora Bailey divenne la prima donna a presiedere l'assemblea, sconfiggendo cinque uomini.
Nel 1954 si candidò alla carica di vicegovernatore del Vermont e riuscì ad essere eletta con un margine di circa ottomila voti sull'avversario democratico. Consuelo Bailey divenne così la prima donna eletta vicegovernatore nella storia degli Stati Uniti. La carriera di Consuelo Bailey terminò dopo quel mandato biennale, poiché la donna lasciò la politica attiva per occuparsi del marito a cui era stato diagnosticata la malattia di Parkinson. Non si candidò mai alla carica di governatore del Vermont, sebbene fosse indicata come una contendente di peso: durante la sua vita nelle istituzioni, aveva infatti concorso per ventiquattro elezioni senza perdere neanche una volta.
Morì dopo una lunga malattia nel settembre del 1976, all'età di settantasei anni.